# Orden de batalla de la guerra Israel-Gaza (2023-presente)

Esta es una lista del orden de batalla de la actual guerra Israel-Gaza

## Fuerzas palestinas, libanesas y sus aliados

### Frente de la Franja de Gaza y sus alrededores
- Sala de operaciones conjuntas palestinas
  -  Hamás
    -  Brigadas de Ezzeldin Al-Qassam[1]
      -  Fuerza Nukhba[2]
      -  Brigada del Norte[1]
        -  Batallón de Beit Lahia[1]
        -  Batallón de Beit Hanun[1]
        -  Batallón de Khalifa al-Rashidun[1]
        -  Batallón del Mártir Suhail Ziadeh[1]
        -  Batallón de Jabalia al-Balad(Abdul Raouf Nabhan)[1]
        -  Batallón de Imad Aql(Occidental)[1]
        -  Batallón de Elite[1]

      -  Brigada de Gaza[1]
        -  Batallón de Sabra-Tal al-Islam
        -  Batallón de Darj Tafah[1]
        -  Batallón de Radwan[1]
        -  Batallón de Shujaiya[1]
        -  Batallón de Zeitún[1]
        -  Batallón de Shati[1]

      -  Brigada Central[1]
        -  Batallón de Deir al-Balah[1]
        -  Batallón de Bureij[1]
        -  Batallón de al-Mawasi[1]
        -  Batallón de Nuseirat[1][3]
          - 1.ª Compañía[3]
          - 2.ª Compañía[3]
          - 3.ª Compañía[3]

      -  Brigada de Jan Yunis[1]
        -  Batallón del Campo(Jan Yunis Oeste)[1]
        -  Batallón de Jan Yunis Norte[1]
        -  Batallón de Jan Yunis Sur[1]
        -  Batallón de Jan Yunis Este[1]
        -  Batallón de al-Qarara[1]

      -  Brigada de Rafah[n. 1][1]
        -  Batallón Oriental[1]
        -  Batallón de Jálid ibn al-Walid[1]
        -  Batallón de Shabura[1]
        -  Batallón de Elite[1]

  -  Yihad Islámica Palestina[4]
    -  Brigadas Al-Quds[4]
      -  Brigada de Campos Centrales[5]
      -  Unidad de Cohetes[2]

  -  Frente Popular para la Liberación de Palestina
    -  Brigadas de Abu Ali Mustafa

  -  Brigadas de los Mártires de Al-Aqsa[6]
  -  Comités de Resistencia Popular[6]
    -  Brigadas Nasser Salah al-Deen[6][7]

  -  Frente Democrático por la Liberación de Palestina[8]
    -  Brigadas de la Resistencia Nacional[8]

  - Brigadas de los Muyahidines[7]
  - Brigadas de Abdelkader al-Husayni[6]

### Frente libanes-israelí
- Hezbolá[9]
  -  Fuerza Redwan[10]
  -  Unidad Aziz[11]
  -  Unidad Nasr[12]
  -  Unidad Badr[13]
  -  Brigadas de Resistencia Libanesa[14]
  -  Unidad de Defensa Aérea[15]
- Movimiento Amal[9]
  -  Ala militar del Movimiento Amal
    -  Fuerza al-Abbas
- Yihad Islámica Palestina[16]
  -  Brigadas Al-Quds
- Hamás[9]
  -  Brigadas de Ezzeldin Al-Qassam[17]
    -  Vanguardias de la Inundación de Al-Aqsa[18]
- Grupo Islámico
  -  Fuerzas de al-Fajr[9]
- Partido Social Nacionalista Sirio
  -  Águilas del Torbellino[19]
- Frente Popular para la Liberación de Palestina[20]
  -  Brigadas de Abu Ali Mustafa[20]
- Brigadas de los Mártires de Al-Aqsa[21]

## Fuerzas armadas israelíes

### Frente de Gaza
- Fuerzas de Defensa de Israel
  -  Fuerzas Terrestres de Israel
    -  143.ª División Territorial de Gaza[22]
      -  993.ª Brigada Nahal[23]
      - Brigada del Norte[24]
        - 8239.º Batallón[24]

    -  162.ª División Blindada[22]
    -  36. ª División Acorazada[22]
    -  99.ª División[22]
      -  179.ª Brigada Blindada[8]

    -  98.ª División de Paracaidistas[22]
      -  35.ª Brigada Paracaidista[8]
      -  89.ª Brigada de Comando[8]
        -  Unidad Egoz[8]

    -  252.ª División[23]
      - Brigada de Jerusalén[25]
        - 7007.º Batallón[25]

    -  Cuerpo de Blindados
      -  401.ª Brigada Blindada[25]
        -  46.º Batallón[25]

      -  14.ª Brigada Blindada de Reserva[24]
        - 79.º Batallón[24]

    -  Cuerpo de Ingenieros de Combate de Israel
      -  Unidad de Ingeniería de Combate Yahalom[24]

  -  Fuerzas Aérea de Israel[26]
    -  Base Aérea de Palmajim
      -  123.º Escuadron[26]
      -  669.ª Unidad[26]

  -  Armada de Israel
    -  Shayetet 11
      -  916.º Escuadrón de Patrulla[27]
        - Unidad Snapir[27]
- Policía de Israel
  -  Policía de Fronteras de Israel[25]
    - Unidad Yamas[25]
- Shabak
- Mosad

### Frente libanes-israelí
- Fuerzas de Defensa de Israel
  -  Fuerzas terrestres de Israel
    -  36.ª División[28]
      -  1.ª Brigada de Infantería Golani[28]
      -  188.ª Brigada Blindada[28]
      -  3.ª Brigada de Infantería (Reserva)[23]

    -  98.ª División[29]
      -  89.ª Brigada
        -  Unidad Egoz[30]

      -  35.ª Brigada Paracaidista
        - 202.ª Batallón Paracaidista[31]

    -  146.ª División de Reserva[29]
      -  2.ª Brigada de Infantería[29]
      -  205.ª Brigada Blindada[29]
      -  213.ª Brigada de Artillería[29]
      -  228.ª Brigada Alon[32]
        - 5030.º Batallón[32]

    -  91.ª División
      -  228.ª Brigada de Infantería (Reserva)[23]
      -  300.ª Brigada Regional[33]
      -  769.ª Brigada Regional[34]
      -  869.º Batallón de Inteligencia de Combate[35]

    -  Cuerpo de Artilleria
      -  7338.ª Brigada de Artillería[36]
        - 508.º Batallón[36]

    -  Cuerpo de Ingenieros de Combate de Israel
      - Unidad de Ingeniería de Combate Yahalom[30]